# Pfarrkirche St. Veit (Graz)

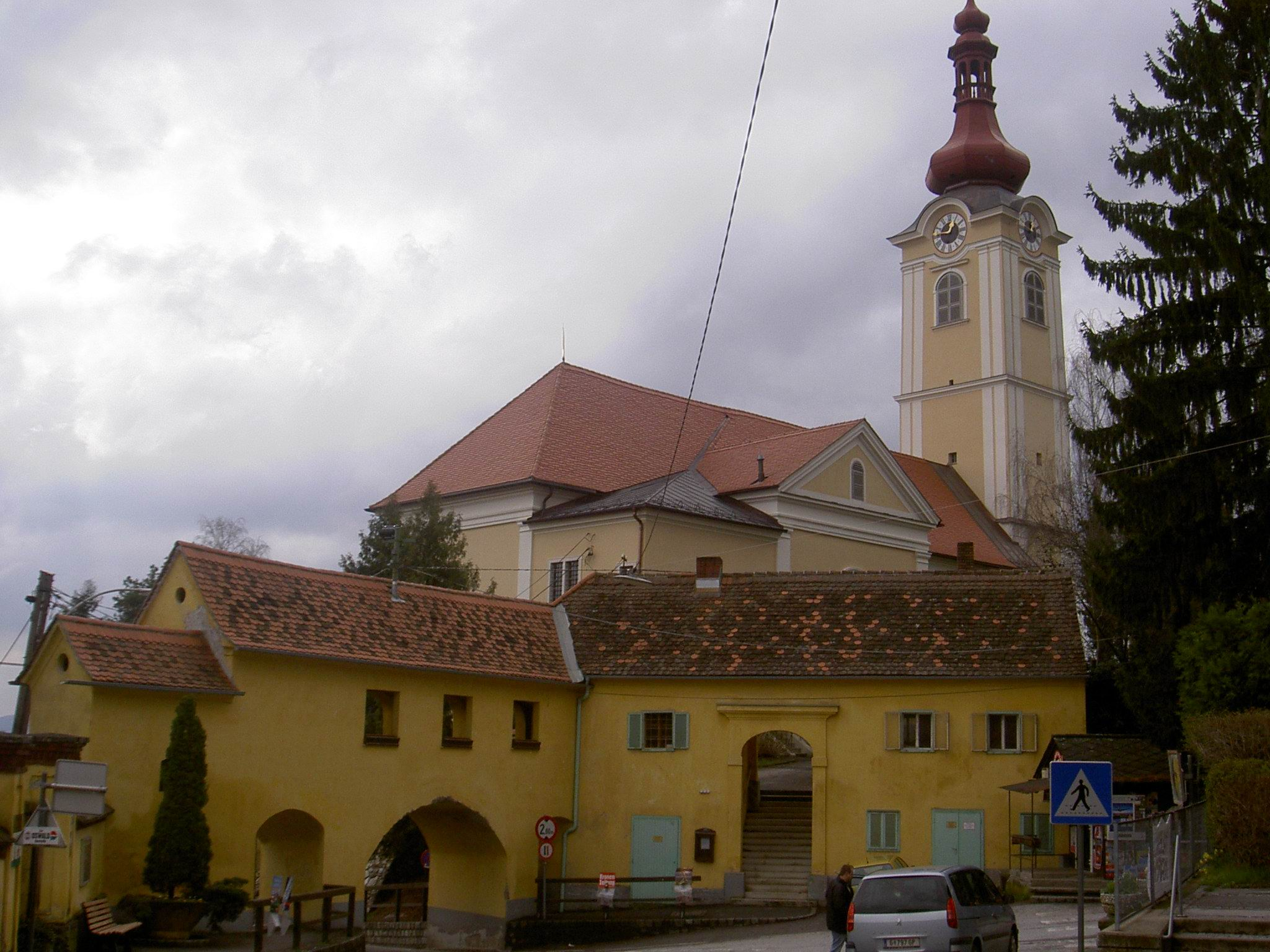
Pfarrkirche St. Veit mit Torbogen

Die Pfarrkirche Graz-St. Veit Hl. Vitus ist eine römisch-katholische Kirche in St. Veit, einem Ortsteil des zwölften Grazer Stadtbezirks Andritz. Sie ist dem heiligen Vitus geweiht, und Pfarrkirche der Pfarrei Graz-St. Veit im Seelsorgeraum Graz-Nord der Region Graz (Diözese Graz-Seckau).

## Geschichte und Gestaltung

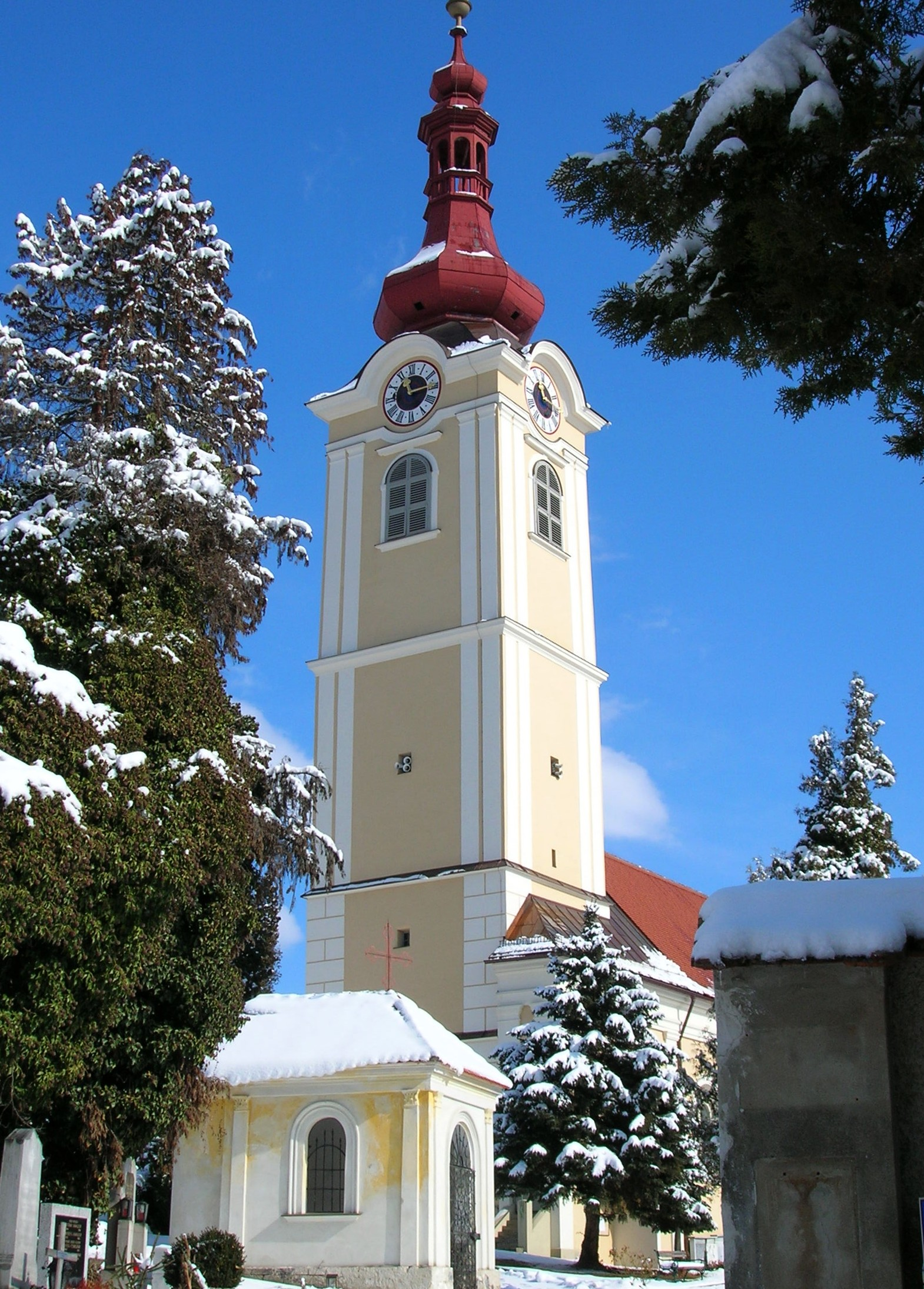
Westansicht mit Friedhof

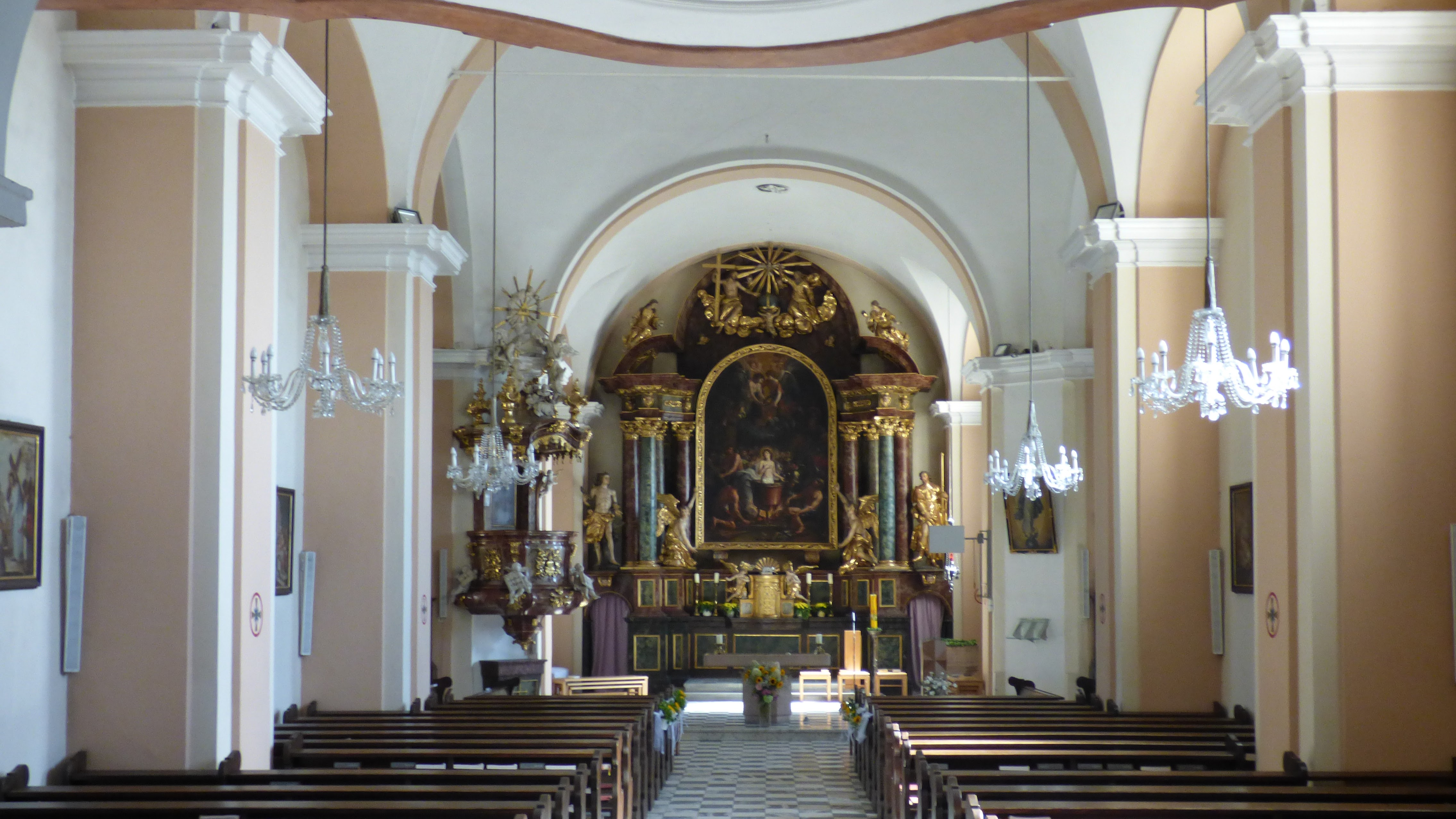
Kircheninneres

Den Ortskern dominiert die Pfarrkirche St. Veit, die dem ehemals Gabriach (von slawisch gaber ‚Weißbuche‘) genannten Ort auch ihren Namen gab. Erstmals urkundlich erwähnt wurde die Pfarrkirche im Jahr 1226. Zu Beginn des 17. Jahrhunderts dürfte es einen gotischen Neubau vor Ort gegeben haben, mit Lettner, Sakramentshäuschen und Flügelaltar, auch das geschnitzte Vesperbild (um 1510/1515), das sich heute in der Wallfahrtskirche Ulrichsbrunn in Andritz befindet, könnte aus dieser Kirche stammen.
1657 wurde die Kirche in der heutigen Renaissanceform errichtet, und 1662 geweiht. Entworfen wurde sie von dem italienischen Baumeister Domenico Sciassia, der auch die Basilika von Mariazell errichtet hat. 1680 wurde der barocke Hochaltar von Hans Adam Weißenkirchner (1646–1695) erbaut. 1713 wurde der imposante Kirchturm errichtet und 1951 erneuert. Zuletzt wurde die Kirche 1972 und 2004 außen, sowie 1976 und 1999 innen renoviert. 1996 wurden neue Glocken installiert.
Die Orgel wurde 1981 von der Grazer Orgelbauwerkstatt Gebrüder Krenn gebaut. 2008 erfolgte eine Überarbeitung durch Walter Vonbank (Triebendorf/Murau).
Ein markanter Torbogen verbindet als überdachter Übergang über die Straße hinweg den Pfarrhof und die Pfarrkirche miteinander.

## Pfarrgeschichte
Die Pfarre ist so alt wie die Kirche.
Die heute wirtschaftlich relativ starke Pfarre St. Veit umfasst neben dem eigentlichen Ort St. Veit auch Weinzödl, St. Gotthard, Teile von Oberandritz und das Gemeindegebiet von Stattegg. Eine Filialkirche mit dem Namen Maria Schutz befindet sich in Kalkleiten. Zudem wird die Schöpfungs-Kapelle in Stattegg seelsorglich mitbetreut.
Derzeit ist Johannes Baier Pfarrer von Graz-St. Veit sowie Seelsorgeraumleiter des Seelsorgeraums Graz-Nord.